# Kuno II. von Rott

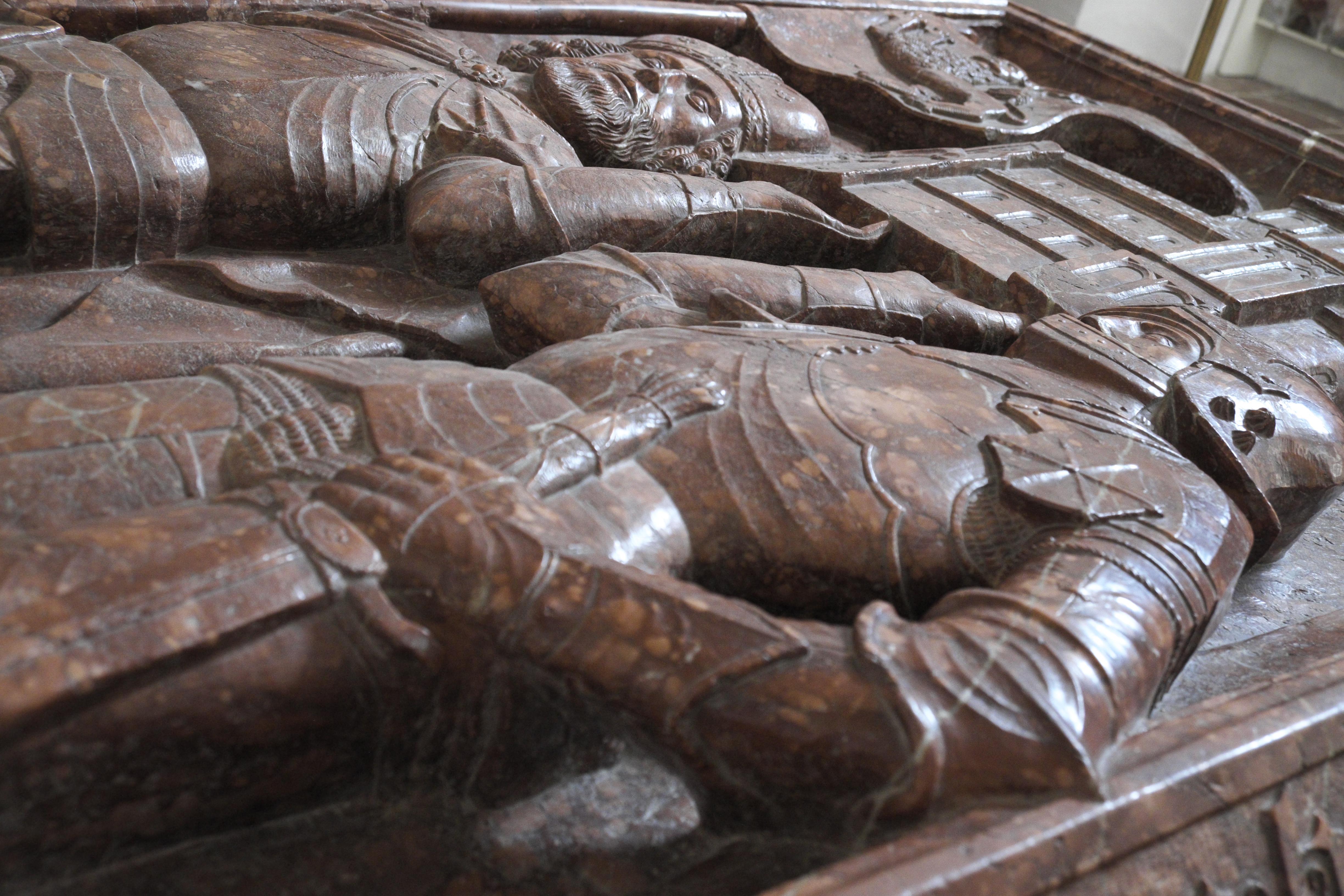
Stiftertumba von Kuno I. und seinem Sohn Kuno II. in der ehemaligen Abteikirche St. Marinus und Anianus in Rott am Inn

Kuno II. von Rott († 1071 oder 1081) war der Sohn von Kuno I. von Rott (um 1015; † 1086) aus dem Hause der Pilgrimiden, Pfalzgraf von Bayern (1055–1086), Graf von Vohburg (1040), Graf an der unteren Isar (1079) und einer Uta, vermutlich eine Tochter des Grafen Friedrich II. († 1075) von Dießen-Andechs.
Kuno II. von Rott war verheiratet mit Elisabeth von Lothringen († 1086). Über sein Todesjahr und die Ursache seines Todes herrschen keine Gewissheit –  der Historiker Joseph Ernst von Koch-Sternfeld (1778–1866) nennt das Jahr 1071 mit der Anmerkung „Mit der Entsetzung Otto II. fiengen in Baiern die Unruhen wieder an“; zugleich er zitiert er jedoch in einer Fußnote Anton Nagel, der wiederum ausführt, dass Kuno II. 1081 in einer Schlacht bei Höchstädt an der Donau im Dienste König Heinrichs IV. gefallen sei. Historisch ebenfalls nicht belegbar ist, ob die Umstände des Todes von Kuno II. Hauptgrund für die Stiftung des Klosters Rott durch seine Eltern Kuno I. und Uta gewesen waren.
Nach dem Tod von Kuno I. um 1086 gelangte das Pfalzgrafenamt an Rapoto V. aus dem Hause der Diepoldinger-Rapotonen, da der bereits vor ihm verstorbene Sohn Kuno II. sein einziger männlicher Erbe war.